# NGC 67A
NGC 67A (другое обозначение — PGC 138159) — эллиптическая галактика (E5) в созвездии Андромеда.
Этот объект не входит в число перечисленных в оригинальной редакции «Нового общего каталога» и был добавлен позднее.